# Beirut (banda)
Beirut es un grupo musical estadounidense. Comenzó como un proyecto musical en solitario del músico de 39 años oriundo de Santa Fe, Zach Condon, aunque posteriormente se convirtió en una banda liderada por este mismo. Su primera presentación fue en Nueva York, en mayo de 2006 para promocionar el lanzamiento de su álbum debut, Gulag Orkestar. Su música combina elementos de Europa Oriental, música folk y música mexicana con música pop occidental.
Condon nombró a la banda en honor a la capital de Líbano, debido a los conflictos de la ciudad que escuchaba en las noticias, y por su bagaje cultural.

## Historia
Su primer álbum oficial bajo el nombre de Beirut fue editado gracias a la colaboración de Jeremy Barnes (Neutral Milk Hotel, A Hawk and a Hacksaw) y Heather Trost (A Hawk and a Hacksaw), en el cual combina elementos y sonidos de la música folk y, especialmente, de la proveniente de la Europa del Este y México.
A pesar de su juventud, Condon ya había editado anteriormente algunos trabajos bajo el nombre de The Real People cuando tenía solamente 15 años, bajo una faceta de electrónica lo-fi (similar al estilo del tema de Beirut «Scenic World» del álbum Gulag Orkestar). Un año más tarde, grabó un álbum completamente doo wop que fue inspirado por Frankie Lymon & the Teenagers. También, durante el año 2001 y 2002, grabaría un EP con tres canciones bajo el nombre 1971, titulado Small Time American Bats, que nunca fue editado oficialmente. Condon estuvo en el instituto de Santa Fe, donde estudió hasta los 16 años, cuando se embarcó en un viaje por Europa en el que se dejó influenciar por la música balcánica, especialmente por la orquesta de Boban Marković.
En 2006, ya con el nombre de Beirut editó dos grabaciones de inspiración balcánica en la discográfica Ba Da Bing, Gulag Orkestar (su primer álbum) y Lon Gisland. Ha editado también otros eps, como el Pompeii (editado en 2007) que incluía tres temas, otro en conjunto con el grupo Calexico, y una compilación para la revista The Believer (en junio de 2007, que incluía el tema inédito «Venice»).
Mientras vivía en Brooklyn, Condon grabó además un vídeo para «Scenic world» en la fábrica de Sweet'N Low. También ha grabado en otros lugares de Nueva York y Europa. Su primer vídeo oficial fue para la canción «Elephant Gun». El vídeo fue dirigido por Alma Har'el, y más tarde dirigió el segundo vídeo con el tema «Postcards from Italy». Lauren Tafuri fue el diseñador del vestuario para ambos vídeos.
En el segundo álbum de Beirut The Flying Club Cup, fue filtrado en internet el 25 de agosto de 2007, siendo su salida oficial a principios de octubre de ese mismo año.

### Beirut en directo
En directo, la banda que generalmente acompaña a Zach Condon para presentar los temas de Beirut está compuesta por Perrin Cloutier (chelo/acordeón), Jason Poranski (guitarra/ukulele/mandolina), Nick Petree (batería/percusión), Kristin Ferebee (violín), Paul Collins (órgano/teclados/tambor/ukulele), Jon Natchez (saxo barítono/mandolina/glockenspiel), y Kelly Pratt (trompeta/bombardino/glockenspiel).
Según publicó la página oficial de Beirut, Zach Condon fue hospitalizado por agotamiento extremo a finales de 2006, por lo que se canceló el resto de la gira de presentación de Gulag Orkestar, volviendo a los escenarios en marzo de 2007. Ese mismo verano, tocarían en el Festival de Glastonbury, considerándose como una de las mejores actuaciones del festival.

## Proyectos paralelos

### Realpeople
Realpeople es el proyecto electrónico de Zach Condon. Fue bajo este nombre que Condon hizo su primer álbum inédito, The Joys of Losing Weight, y el nombre al que Holland EP se le atribuye. The Joys of Losing Weight, que se hizo cuando Condon tenía quince años, nunca ha sido lanzado oficialmente, pero se ha filtrado en internet.

### 1971
Condon también ha lanzado un EP, Small-Time American Bats, bajo el nombre de 1971. Esto fue grabado con su amigo, Alex Gaziano en guitarra y voz, cuando ambos estaban en torno a los 16 años (2002). Alex es un miembro fundador de otra banda procedente de Santa Fe, Nuevo México: Kidcrash.

### Soft Landing
Soft Landing fue un proyecto iniciado por los miembros de Beirut, Paul Collins (bajo) y Perrin Cloutier (acordeón) y Mike Lawless. Su álbum debut fue lanzado el 12 de octubre de 2010 en Ba Da Bing récords, y ha sido descrito como "una versión pop de Beirut" y freak-folk, con un fuerte énfasis en ritmos de baile y pura energía.

### Pompeii Records
Pompeii Records es el sello discográfico fundado en 2011 por Zach Condon con el fin de dar a la banda y él mismo un control total sobre su música. Las primeras grabaciones lanzadas por el sello fueron el tercer álbum de la banda, The Rip Tide, y el anterior sencillo, «East Harlem».

## Discografía

### Álbumes
- Gulag Orkestar (9 de mayo de 2006)
- The Flying Club Cup (9 de octubre de 2007)
- The Rip Tide (29 de agosto de 2011)
- No No No (11 de septiembre de 2015)
- Gallipoli (1 de febrero de 2019)
- Hadsel (10 de noviembre de 2023)
- A Study of Losses (15 de abril de 2025)

### EP
- Lon Gisland (EP) (30 de enero de 2007)
- Pompeii (EP) (28 de febrero de 2007)
- Elephant Gun (EP) (25 de junio de 2007)
- March Of The Zapotec/Holland (EP) (16 de febrero de 2009)

### Recopilatorios
- Artifacts (28 de enero de 2022) (Recopilación con temas inéditos, trabajos iniciales, EPs y caras B).

### DVD
- Cheap Magic Inside (2007)
- Beirut: Live at the Music Hall of Williamsburg (2009)[11]